# Carlo von Opel
Karl Wilhelm Heinrich Fritz Adam von Opel, kurz Carlo von Opel (* 15. Mai 1941 in Mainz) ist ein Unternehmer aus der Familie Opel.

## Leben
Carlo war der älteste Sohn von Georg und Irmgard von Opel. Nach einer Amerika-Reise von Irmgard von Opel errichtete die Familie 1962 auf ihrem Hofgut Petersau eine der ersten deutschen Produktionsanlagen für Kartoffelchips. Der Name der Firma besteht aus den Initialen Carlo, Heinz und Irmgard von Opel. Zunächst verarbeitete man nur Kartoffeln aus eigenem Anbau und später wurde die Produktion durch regionalen Vertragsanbau erweitert. Carlo von Opel war bis 1978 Geschäftsführer von Chio Chips und im gleichen Jahr wurde die Firma an funny-frisch, heute Firma Intersnack verkauft.
Chio Chips war Haupt-Sponsor des früheren Bundesligisten SV Waldhof Mannheim. Von 1974 bis 1978 war von Opel Präsident und von 1978 bis 1996 Präsidiumsmitglied des Fußball-Vereins. Vom 16. September 2009 bis 16. Dezember 2010 gehörte er erneut dem Präsidium des SV Waldhof Mannheim an.
1978 heirateten Carlo von Opel und Marion Schöntag. Ein Jahr später wurde der gemeinsame Sohn Alexander geboren, 1982 kam die Tochter Jeanette zur Welt.
Carlo von Opel leitete danach das Hofgut Petersau mit umfangreicher Pferdezucht. Daneben ist er in verschiedenen gesellschaftlichen Funktionen tätig. Er engagiert sich in der Deutschen Olympischen Gesellschaft und ist Vorsitzender der Initiative „Unternehmen Buschmänner“. Des Weiteren war er als Parteiloser vom 1. Juli 2004	bis 31. Mai 2014 ein Mitglied des Frankenthaler Stadtrats.

## Werke
- Geschichten- und Anekdotensammlung derer von Opel, Speyer, Zechnersche Buchdruckerei, 2. Auflage 1999.